# Ophiosparte
Ophiosparte is een geslacht van slangsterren uit de familie Ophiuridae.

## Soorten
- Ophiosparte gigas Koehler, 1922